# Marko Popović (srpski košarkaš)
Marko Popović (Sarajevo, 3. ožujka 1984.) srbijanski profesionalni košarkaš. Igra na poziciji razigravača, a trenutačno je član Vojvodine Srbijagas. 

## Vanjske poveznice
- Profil na NLB.com